# جاستن ماب
جاستن ماب (بالإنجليزية: Justin Mapp)‏ (18 أكتوبر 1984 الولايات المتحدة - ) هو لاعب كرة قدم أمريكي، يلعب كلاعب وسط.

## وصلات خارجية
جاستن ماب على موقع الاتحاد الدولي (مؤرشف)  (الإنجليزية)
- جاستن ماب على موقع الدوري الأمريكي (الإنجليزية)
- جاستن ماب على موقع قاعدة بيانات كرة القدم.إي يو (الإنجليزية)
- جاستن ماب على موقع ناشيونال فوتبول تيمز (الإنجليزية)
- جاستن ماب على موقع Soccerbase.com (لاعب) (الإنجليزية)
- جاستن ماب على موقع Soccerbase.com (لاعب) (الإنجليزية)
- جاستن ماب على موقع Soccerway.com (الإنجليزية)
- جاستن ماب على موقع عالم كرة القدم.نت (الإنجليزية)
- جاستن ماب على موقع AS.com (الإسبانية)